# Voivodeni, Brașov
Voivodeni este un sat în comuna Voila din județul Brașov, Transilvania, România.

## Așezare
Satul Voivodeni (prin contopirea satelor Voivodenii Mari și Voivodenii Mici) se află în centrul Țării Făgărașului, pe Valea Brezei, care adăpostește spre izvoarele sale, cetatea zisă a lui Negru Vodă. 

## Istorie
La recensământul (conscripțiunea) realizat(ă), în Ardeal, în anul 1733, la cererea episcopului de la Blaj, Ioan Inocențiu Micu-Klein, în localitatea românească (în text, în latină: Locus valachicus) Voivodenii Mici (în ortografie ungurească Kis-Vojvodeni), erau recenzate 48 de familii (în medie, cu câte 5 membri fiecare). Cu alte cuvinte, în localitatea Voivodenii Mici din anul 1733, trăiau circa 240 de suflete, toți români. Aflăm, din registrul aceleiași conscripțiuni, că era recenzat un preot: Ioane (în ortografie ungurească, Iáne), unit, precum și o biserică greco-catolică.

La aceeași conscripțiune, în satul Voivodenii Mari (în ortografie maghiară, Nagy-Vojvodeni) erau recenzate 57 de familii (în medie, cu câte 5 membri fiecare). Cu alte cuvinte, în localitatea Voivodenii Mari din anul 1733, trăiau circa 285 de suflete, toți români. Din registrul aceleiași conscripțiuni, aflăm că erau recenzați cinci preoți, toți greco-catolici: Oprea, Comșa, Rad[u], Ion și David, în ortografia maghiară: Opre, Komse, Rad, Iuon și David.

Din punct de vedere bisericesc, Voivodenii Mici și Voivodenii Mari, în anul 1733 aparținea protopiatului de Ludișor. Numele localităților (Kis-Vojvodeni și Nagy-Vojvodeni), precum și al preoților, deși românești, erau redate în ortografie maghiară, întrucât rezultatele conscripțiunii erau destinate unei comisii compuse din neromâni și în majoritate din maghiari.

## Lăcaș de cult
Biserica cu hramul "Adormirea Maicii Domnului" de aici, este cea mai veche biserică păstrată din Țara Oltului, cu particularități constructive care o deosebesc de toate celelalte monumente medievale din zonă.

## Sport
Echipa de fotbal Progresul Voivodeni câștigătoare a două ediții a campionatului „Onoare”, ultima oară în 2008. Echipa este mândria localnicilor, ea având un istoric foarte bogat fiind înființată încă de pe vremea celui de al doilea război mondial însă nu în mod oficial.
Este prima echipă din istoria campionatului „Onoare” care dispune și de site unde se pot citi reportaje ale jucătorilor,i nformații despre club și ultimele noutăți din fotbal și din ținutul Făgărașului.  

## Personalități
- Zevedei Aldeșiu (1896-1956), deputat în Marea Adunare Națională de la Alba Iulia, 1918

## Galerie de imagini

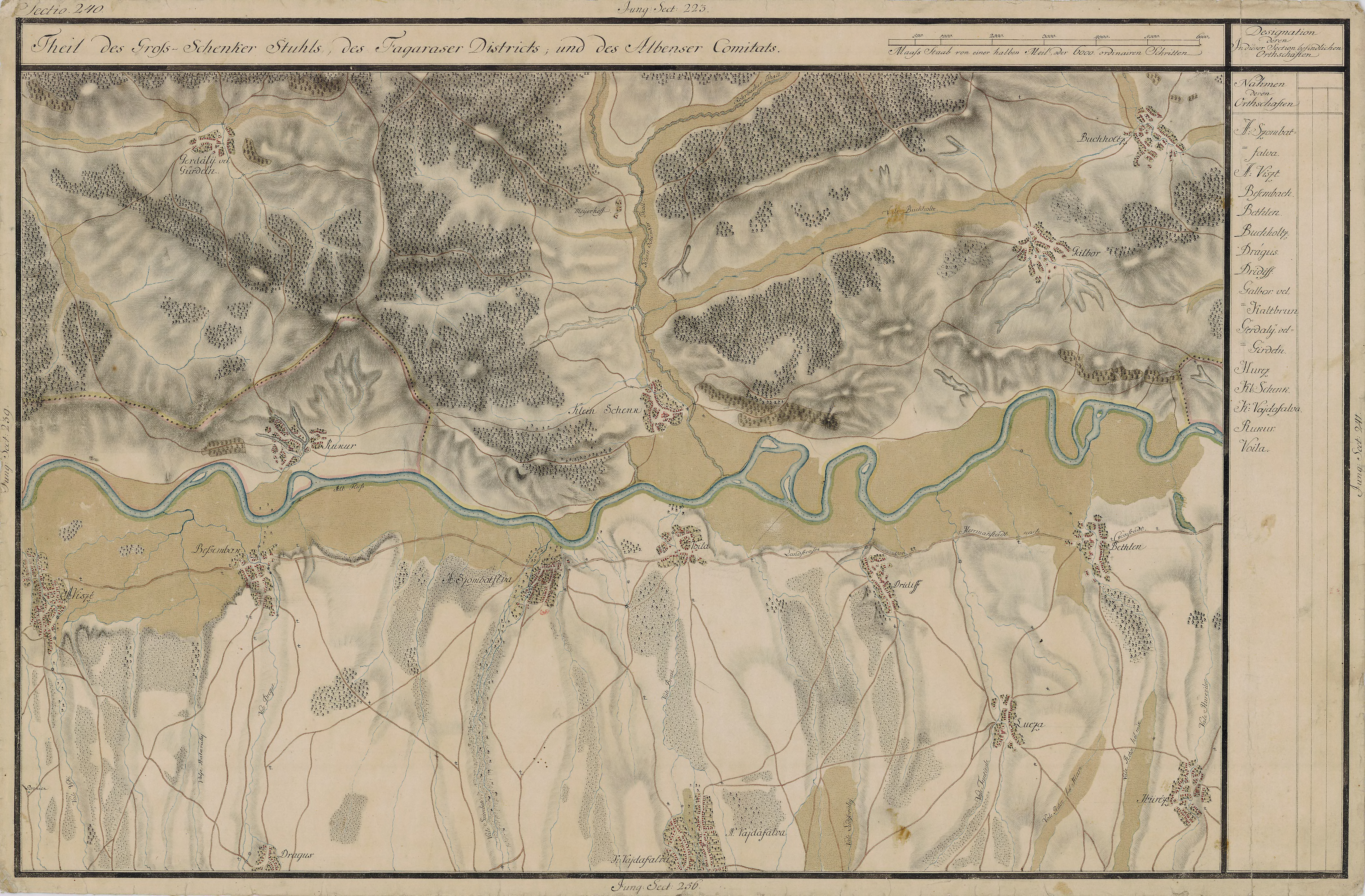
Voivodeni în Harta Iosefină a Transilvaniei, 1769-1773
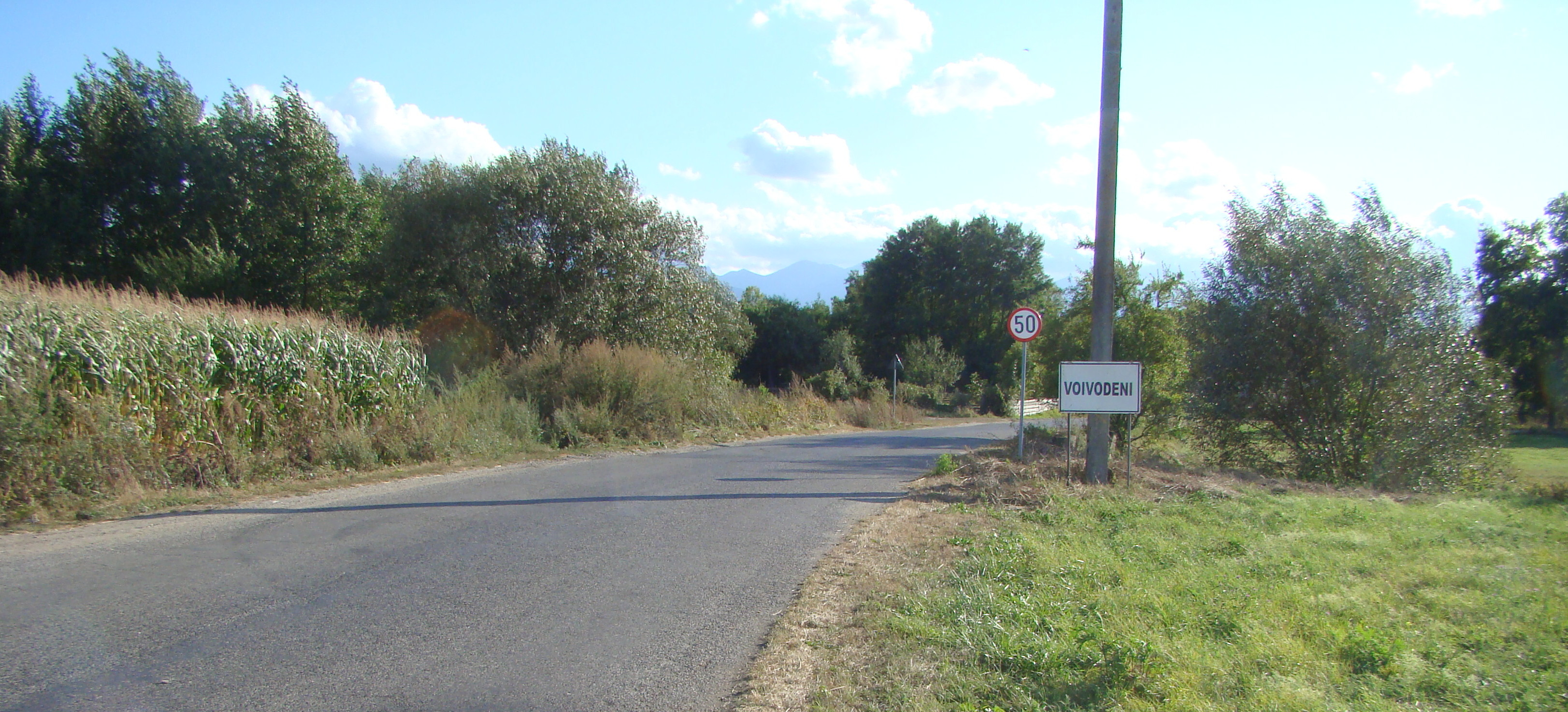
Intrarea în localitate
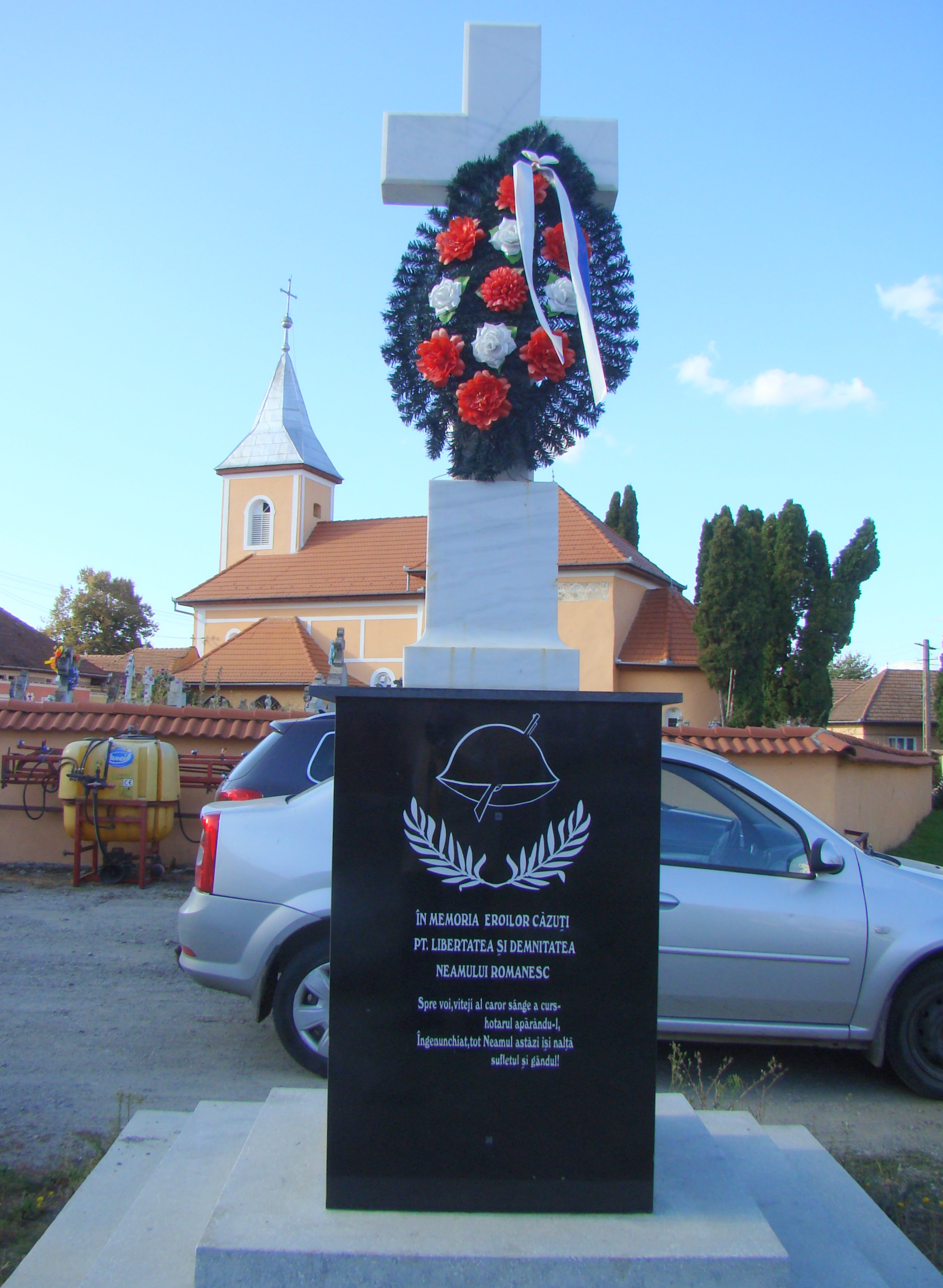
Monumentul eroilor
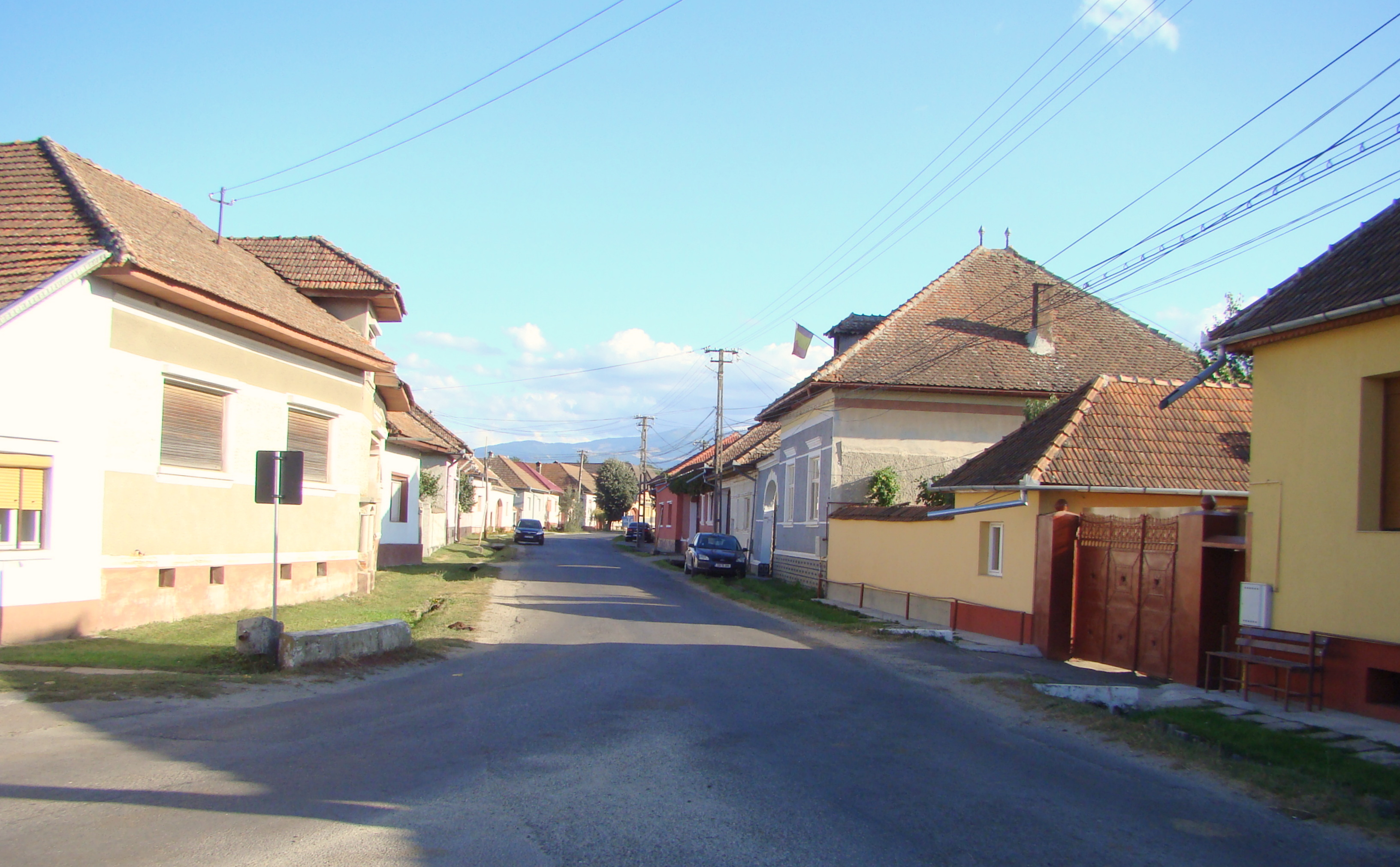
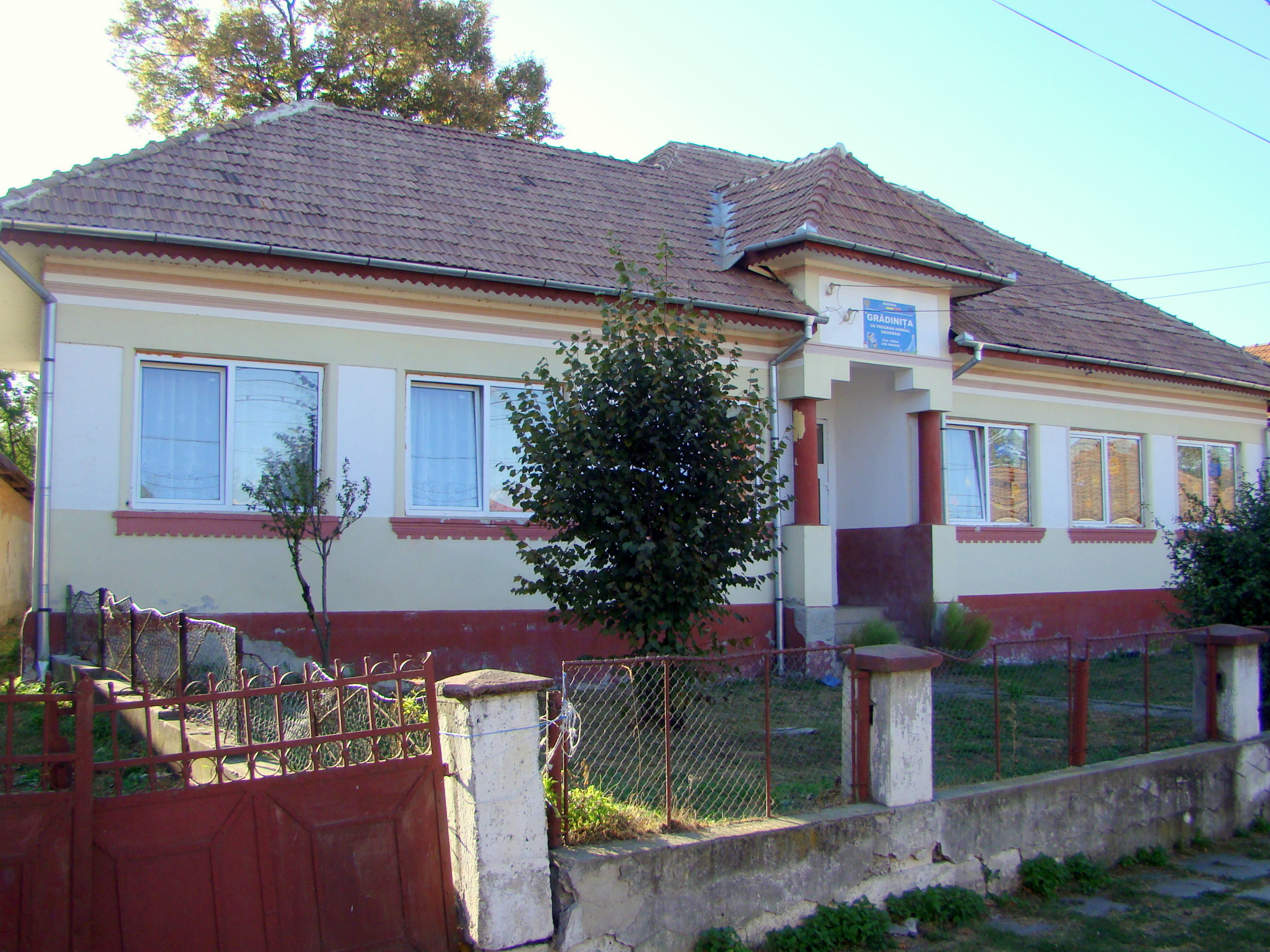
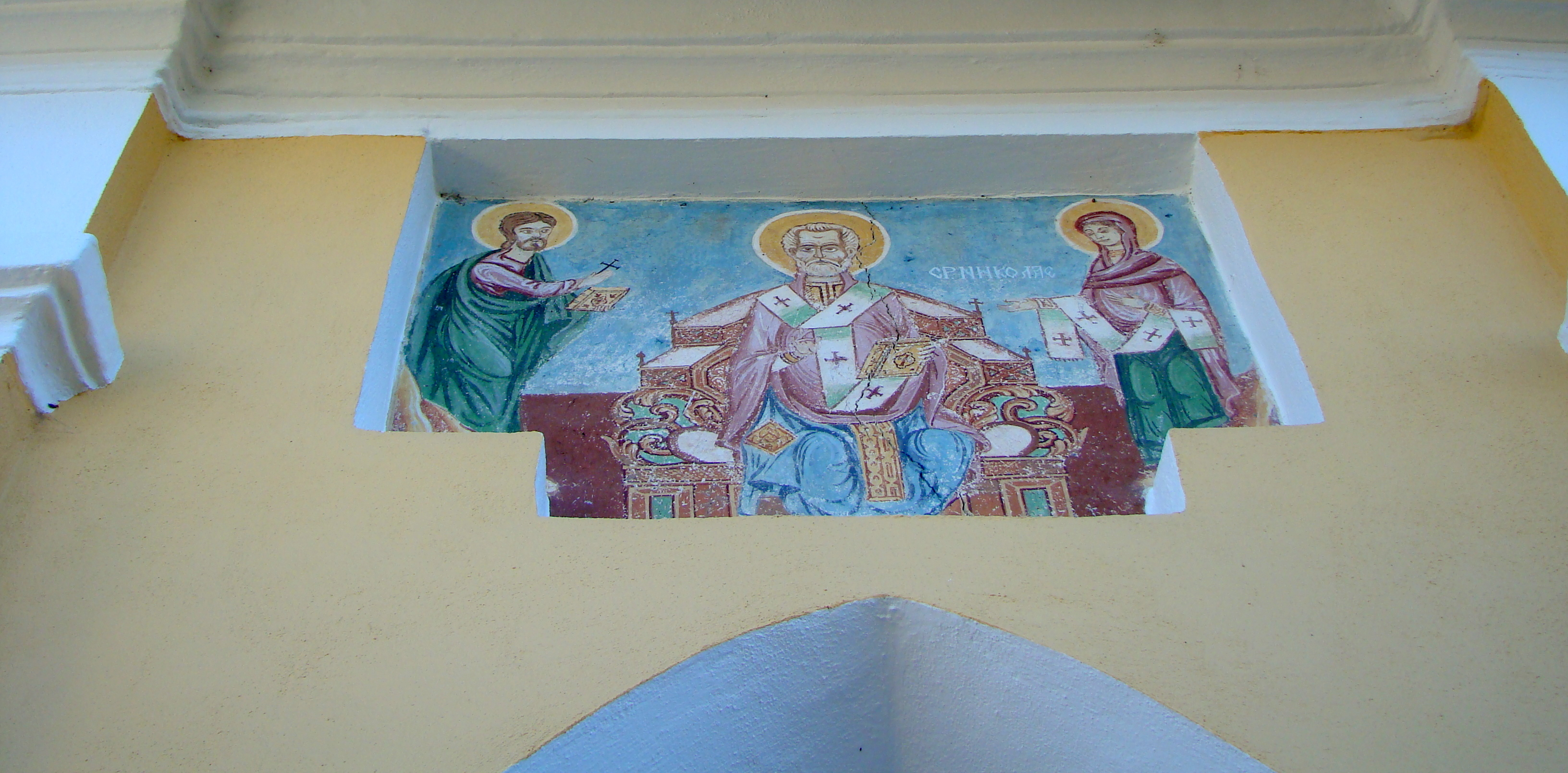
Biserica „Sfântul Ierarh Nicolae” (icoana de hram)
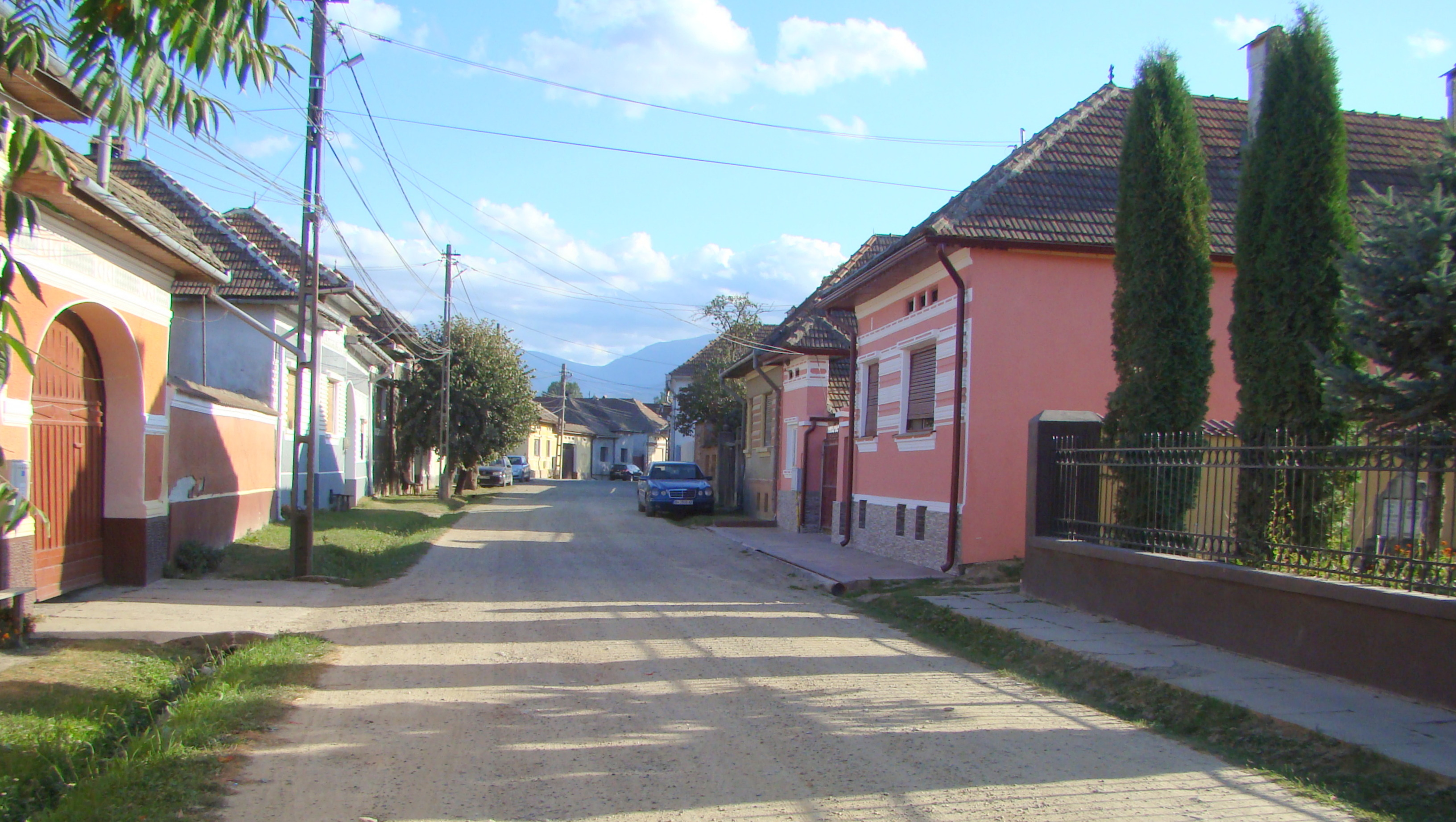
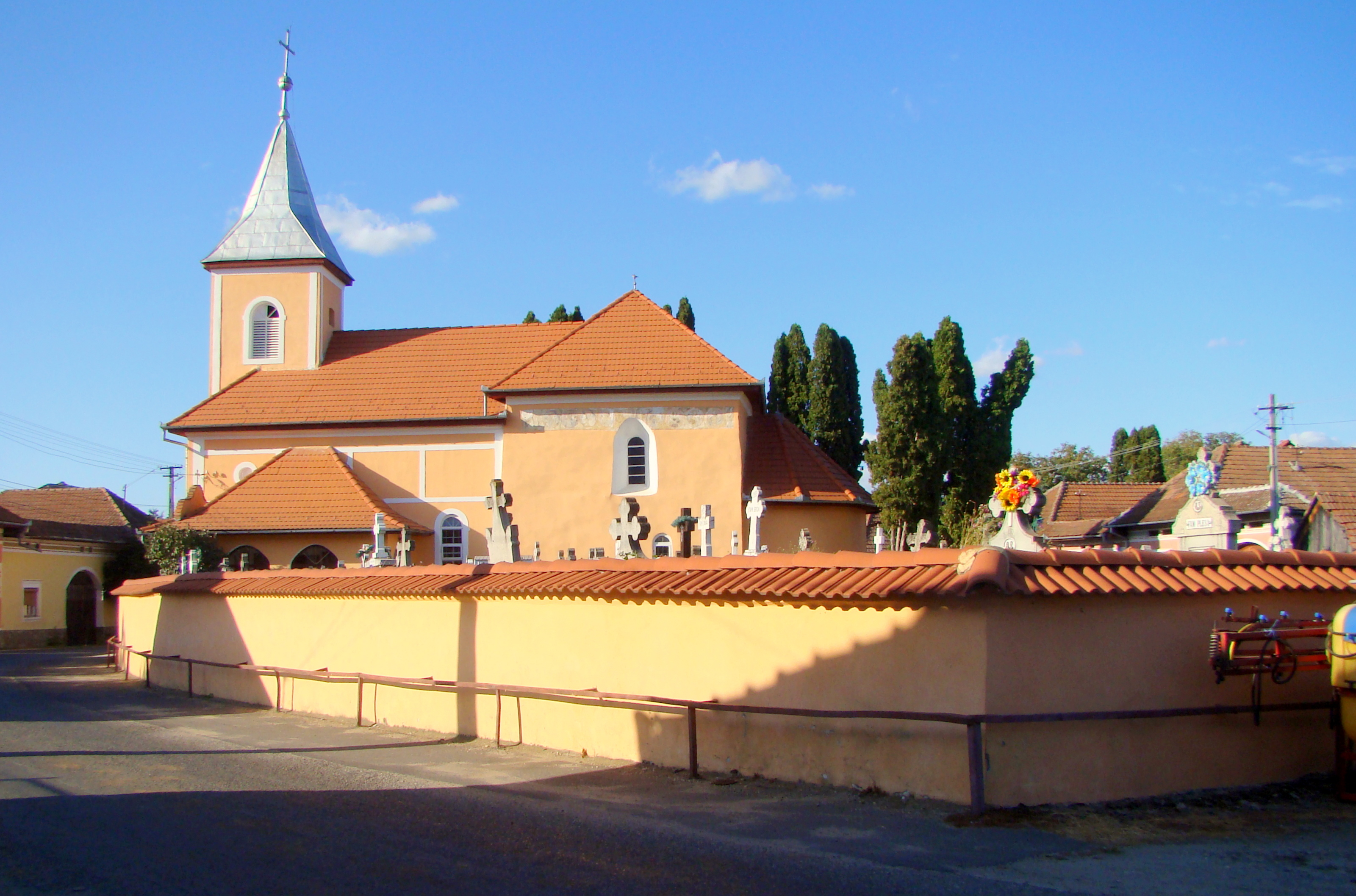
Biserica „Adormirea Maicii Domnului” din Voivodenii Mari (monument istoric)

## Vezi și
- Biserica Sfântul Ierarh Nicolae din Voivodenii Mici
- Biserica Adormirea Maicii Domnului din Voivodenii Mari